# Bulbophyllum reichenbachianum
Bulbophyllum reichenbachianum är en orkidéart som beskrevs av Friedrich Fritz Wilhelm Ludwig Kraenzlin. Bulbophyllum reichenbachianum ingår i släktet Bulbophyllum och familjen orkidéer. Inga underarter finns listade i Catalogue of Life.